# Etimesgut
Etimesgut là một huyện thuộc tỉnh Ankara, Thổ Nhĩ Kỳ. Huyện có diện tích 49 km² và dân số thời điểm năm 2007 là 289601 người, mật độ 5910 người/km².